# 赫利戴尔 (犹他州)
赫利戴尔（英文：Hildale），是美国犹他州华盛顿县下属的一座城市。建市于 不明年份年，面积大约为2.94平方英里（7.6平方公里），海拔约为5,409英尺（1,649米）。根据2010年美国人口普查，该市有人口2,726人。